# Río Fuengirola
Río Fuengirola este o arie protejată (arie specială de conservare — SAC, sit de importanță comunitară — SCI) din Spania întinsă pe o suprafață de 152,41 ha, integral pe uscat.

## Localizare
Centrul sitului Río Fuengirola este situat la coordonatele 36°32′39″N 4°42′39″W / 36.5443°N 4.7107°V.

## Înființare
Situl Río Fuengirola a fost declarat sit de importanță comunitară în decembrie 2003 pentru a proteja 1 specie de plante și 9 specii de animale. Situl a fost protejat și ca arie specială de conservare în ianuarie 2015.

## Biodiversitate
Situată în ecoregiunea mediteraneană, aria protejată conține 8 habitate naturale: Pseudostepă cu ierburi și specii anuale de Thero-Brachypodietea, Pante stâncoase silicioase cu vegetație casmofită, Izvoare petrifiante cu formare de travertin (Cratoneurion), Galerii de Salix alba și de Populus alba, Păduri de Quercus suber, Dehesas cu Quercus spp. perene, Galerii și tufărișuri riverane sudice (Nerio-Tamaricetea și Securinegion tinctoriae), Tufărișuri termo-mediteraneene și de pre-deșert.
La baza desemnării sitului se află mai multe specii protejate:
- plante (1): Galium viridiflorum
- păsări (3): pescăruș albastru (Alcedo atthis), Aquila fasciata, egretă mică (Egretta garzetta)
- amfibieni (1): Discoglossus galganoi
- mamifere (1): vidră de râu (Lutra lutra)
- nevertebrate (3): Gomphus graslinii, Macromia splendens, Oxygastra curtisii
- pești (1): Pseudochondrostoma willkommii

Pe lângă speciile protejate, pe teritoriul sitului au mai fost identificate 2 specii de plante.